# أبو عوانة الإسفراييني
أبو عوانة الإسفراييني
أبو عوانة الإسفراييني (ولد بعد 230 هـ - توفي 316 هـ) هو أحد أعلام رواة الحديث النبوي في القرن الرابع الهجري، واسمه الكامل يعقوب بن إسحاق بن إبراهيم الإسفراييني النيسابوري، نُسِبَ إلى مدينة "إسفرايين" في نيسابور (شمال شرق إيران اليوم)، يُعتبر من كبار (علماء الحديث) الذين اجتهدوا في طلب العلم، حيث رحل عبر مُدن العالم الإسلامي؛ فسمع من كبار المحدِّثين في (خراسان) و(العراق) و(الحجاز)، ووصلت رحلته إلى (الشام) و(اليمن)، كما دوَّن الأسانيد عن علماء (أصفهان) و(فارس).
أخذ عنه عدد من أئمة الحديث، مثل (ابن منده) و(أبو عبد الله الحاكم) صاحب "المستدرك على الصحيحين"، واشتهر بمصنَّفه (المستخرَج على صحيح مسلم) الذي يُعدُّ مرجعًا في توثيق طرق رواية الحديث. وصفه الذهبي في "تذكرة الحفاظ" بأنه: "الثقة الحافظ الكبير"  وذكره فيمن يعتمد قوله في الجرح والتعديل الرواية  وبعد هذه الحياة العامرة بطلب حديث رسول الله صلى الله عليه وسلم ونشره وروايته، توفي -رحمه الله- في سَلْخِ ذي الحجة سنة ست عشرة وثلاثمائة للهجرة النبوية، في بلدته إسفرايين.

## اسمه وكنيته ونسبته وبلدته
يعقوب بن إسحاق بن إبراهيم بن يزيد، أبو عوانة النيسابوري الأصل المِهْرَجَانِيّ، الإسفراييني 

- وعَوانة ضبطها ابن خلكان: بفتح العين المهملة، وبعد الألف نون.[6]
- ونيسابور: ضبطها السمعاني: بفتح أوله وسكون الياء المنقوطة من تحتها باثنتين، وفتح السين المهملة، وبعد الألف باء منقوطة بواحدة، وفي آخرها الراء.[7]
- وإسْفَرايين: ضبطها السمعاني فقال: "بكسر الألف وسكون السين المهملة وفتح الفاء والراء كسر الياء المنقوطة باثنتين من تحتها".[8]
- وكذلك قال ياقوت الحموي إلا أنّه قال: "بفتح الألف: أسفرايين"، والكسر هو الذي عليه الأكثرون.[9]
- وحكى الزبيدي في فاء إِسْفَرايين بعد نقله الفتح فيها عن ياقوت وابن خلكان تجويز الكسر أيضًا عن غيرهما.[10] وهي بليدة بنواحي نيسابور على منتصف الطريق من جرجان في آخر عمل نيسابور وبينهما خمس مراحل، وقيل: اثنان وثلاثون فرسخًا[11] ويقال لها قديمًا: المِهْرجان: بكسر الميم، وسكون الهاء، كسر الراء، وفتح الجيم، وفي آخرها نون [12] سماها بذلك بعض الملوك لخضرتها ونضارتها، ومهرجان قرية من أعمال إسفرايين.[13]
- وقيل: أسفرايين: أصلها من أسبرايين، بالباء الموحدة. وأسبر بالفارسية هو التِّرس، وإيين هو العادة، فكأن أهلها عرفوا قديمًا بحمل التِراس فسميت مدينتهم بذلك.[14]
- وحدَّدَ السَّمعانِيُّ والحمويّ والزّبيدي موقعها على منتصف الطريق بين نيسابور وجُرجان.[15]

## مولده ونشأته وأسرته
ولد أبو عوانة بإسفرايين، ولم تذكر المصادر تاريخ مولده بالتحديد، وذكره الذهبي على التقريب فقال: "ولد بعد الثلاثين ومائتين"  وقد ذكر أبو عوانة أنه سمع بجرجان سنة (250هــ) من أبي عبد الله السختياني  فيشبه أن يكون تاريخ مولده بين سنة (230 - 235 هـ) لأن غالب من يتمكَّن من الرحلة للبلدان المجاورة والسماع منها؛ يكون عمره -في أقلِّ الأحوال- بين (16 - 20 عامًا).

## نشأته وأسرته:
هيَّأ الله سبحانه وتعالى لأبي عَوانة أسبابًا سلكت به أشرف المسالك وأنبلها وهو: طلب العلم الشرعي وحفظه، والرحلة إليه في الأقطار، والعمل به، ولا يُعرف اشتغاله بحرفةٍ أو صنعةٍ أو وظيفة غير اشتغاله بحفظ حديث رسول الله صلى الله عليه وسلم وسننه، ونشره، والذبِّ عنه بالتحديث والتصنيف، كفى به شرفًا وفخرًا أن ينشر العلم الذي من عمل به كان فيه قوام دينه، ودنياه، وآخرته، ومن تلك الأسباب التي تهيَّأت له:

#### أولًا: نشأته في بيت علمٍ ودين:
نشأ أبو عوانة رحمه الله في بيت علم وفضل فقد كان أبوه  من المعتنين برواية الحديث وسماعه، فروى عن إسحاق بن إبراهيم بن راهوية المروزي، وعلي بن حُجر السعدي المروزي نزيل بغداد، وأبي مروان محمد بن عثمان بن خالد الأموي العثماني المدني نزيل مكة  ولا شك أن أبا عوانة قد تأثر بأبيه في طلبه الحديث من الشيوخ والأكابر.
وانتقل هذا الأثر إلى أبناء أبي عوانة وأبنائهم وذويهم، فقد سمع من أبي عوانة ابنه أبو مصعب محمد، وابن ابنه شافع بن محمد الإمام الحافظ المفيد  وابن أخته الحسن بن محمد الأزهري - وكان أبو عوانة يصحبه في رحلاته - وابن ابن أخته أبو نعيم عبد الملك بن الحسن الذي كان عمره حين توفي أبو عوانة ست سنوات وعشرة أشهر، وقد حرص أبو عوانة على إسماعه فسمع بعض المسند مع الجماعة، وبعضه وحده بالليالي وقت فراغ أبي عوانة بقراءة والده على أبي عوانة، وكان أبو عوانة يداعبه ويحادثه ويطعمه الفانيذ  لئلا ينعس في حال السماع حتى يحصل له سماع جميع الكتاب، وقد أجاز له أبو عوانة ولجماعة معه بجميع كتبه ومسموعاته.

#### ثانيًا: نشأته في بيئة شرعية مزدهرة بالعلماء والمؤسسات التعليمية:
فبلدته إسفرايين -وما كان حولها من البلدان مثل: نيسابور، وجرجان، والري، وهراة، وبلخ ومرو، ونسا، وفارس، وبخارى، وسمرقند، وغيرها- كانت زاخرة بالعلماء، وكانت من المراكز العلمية التي يَفد إليها طلاب العلم من أقطار الأرض لتحصيل الحديث والعلوم الأخرى ولقاء الأكابر من الشيوخ.
وقد كان لهذا المحيط العلمي التأثير الأكبر في تكوين شخصية أبي عوانة العلمية؛ إضافة إلى ما كان في بيته وأسرته.
ويبدو أن أبا عوانة أخذ العلم عن أهل بلدته وما جاورها في بدء الأمر كما هو حال العلماء إذ كانوا لا يرتحلون حتى يستنزفوا أهل ديارهم.
وقد حفلت مدينة نيسابور بأجلة من الجهابذة العلماء حتى قال عنها ياقوت الحموي: "هي مدينة عظيمة ذات فضائل جسيمة، معدن الفضلاء، ومنبع العلماء لم أر فيما طوفت من البلاد مدينة كانت مثلها".
فسمع بإسفرايين من: مسرور بن نوح الذهلي (251هـ)  ومحمد بن يحيى حَيُّويه (259هـ)، وكان أبو عوانة يفخر به  وغيرهما.
وبنيسابور من: محمد بن يحيى الذهلي (258هـ)  وأحمد ابن الأزهر بن منيع (263هـ)  وعلي بن الحسن الدَّرابَجِرْدي (267هـ)  وغيرهم.
ثم بعد أن اشتدَّ ساعده ابتدأ رحلاته العلمية في أقطار الأرض في سن مبكرة طلبًا لسماع حديث رسول الله صلى الله عليه وسلم.

## رحلاته
عاش أبو عوانة في حقبة زمنية (230هـ - 316 هـ) تعتبر عصر ازدهار العلوم الإسلامية، ولا سيما علوم السنة حيث نشطت فيها الرحلة لطلب العلم ونشط التأليف، فألفت الصحاح، والسنن، والمسانيد ... كتب الجرح والتعديل ... الخ.
وقد ضرب أئمتنا في ذلك أروع الأمثلة، ومن هؤلاء الأئمة أبو عوانة رحمه الله فقد أكثر الترحال، وطاف الأقطار لطلب الحديث، فعني بجمعه وتعب في كتابته مصطبرًا على المشقة والعناء.
قال أبو عوانة: "كنت بالمصيصة، فكتب إليَّ أخي محمد بن إسحاق، فكان في كتابه:
فنحن إذا التقينا قبل موتٍ … شفينا النَّفس من مضض العتاب
وإن سبقت بنا أيدي المنايا … فكم من عاتبٍ تحت التراب
قال: فلما رجعت سألته عن ذلك، فقال: بلغني أن عليَّ بن حُجْرٍ كتب به إلى بعض إخوانه".
- وقد اشتهر أبو عوانة بالرحلة في طلب الحديث ووصفه بذلك غير واحد من العلماء، منهم الحاكم أبو عبد الله بهما يقول: "أبو عوانة من علماء الحديث وأثباتهم، ومن الرَّحالة في أقطار الأرض لطلب الحديث".[33]
- وقال ابن خلكان: "كان أحد الحفاظ الجوَّالين ".[34]
- وقال السمعاني: "أحد حفاظ الدنيا، وممن رحل في طلب الحديث، وعني بجمعه ".[35]
- وقال الذهبي: "الإمام الحافظ الكبير الجوَّال"، وقال أيضا: "أكثر الترحال ".[16]

فسنّه المبكّر في طلب العلم مكّنه من الرحلة في أقطار الأرض، ولُقيّ أكابر الأئمة من المحدثين والفقهاء وغيرهم.
فرحل إلى خراسان وما جاورها، وفارس والعراق والجزيرة، والشام، والثغور والحجاز واليمن ومصر، فطاف مدن تلك الأمصار وسمع من علمائها:
1. سمع بِجُرْجَان [36] من: أبي عبد الله إسحاق بن إبراهيم السختيانِي الجرجانِي.[37]
2. سمع بمَرْو [38] من: سعيد بن مسعود المروزي، ومحمد بن عبد الله ابن قهزاذ.[39]
3. سمع بتِرْمِذ [40] من: إسحاق بن باجويه الترمذي.[41]
4. سمع بالرَّيّ [42] من: أبي زرعة عبيد الله بن عبد الكريم، وأبي حاتم محمد بن إدريس، وفضلك الفضل بن عباس، ومحمد بن مسلم بن وارة الرازيين، وسليمان القزاز ونصر بن أحمد بن سورة وغيرهم.[43]
5. سمع بهمذان [44] من: إبراهيم بن مسعود بن عبد الحميد القرشي المخزومي.[45]
6. سمع بنَهَاوَنْد [46] من: إبراهيم بن نصر النهاوندي.[47]
7. سمع بأصبهان [48] من: يونس بن حبيب.[49]
8. سمع بجُنْدَيْسَابور [50] من: محمد بن سعيد بن أبان.[51]
9. سمع بالأَهْواز [52] من: موسى بن سفيان الجنديسابوري.[49]
10. سمع بفارس من: يعقوب بن سفيان، ويزيد بن المبارك الفسويين، ويحيى بن خلاد.[53]
11. سمع بالبصرة من: أحمد بن محمد الأيلي، ومحمد بن حيان المازني، وعمر بن شبة النميري، وأحمد بن محمد المقدمي.[54]
12. سمع بواسط [55] من: بشر بن مطر، وأحمد بن سنان القطان، وعلان الطراطيسي.[56]
13. سمع بالكوفة من: إبراهيم بن عبد الله بن عمرو القصار، ومحمد بن إسماعيل الأحمسي، وأحمد بن عثمان بن حكيم، وعمرو بن عبد الله الأودي، وجعفر بن قتيبة الأنصاري.[57]
14. سمع ببغداد من: مسلم بن الحجاج، و محمد بن منده الأصفهاني، وزكريا بن يحيى بن أسد المروزي، وعلي بن سهل، وسعدان بن نصر بن منصور، وعلى بن إشكاب وغيرهم.[58]
15. وسمع بمسجد الرُّصَافة [59] من: أبي جعفر بن حيان المؤذن سنة 259هـ.[60]
16. وبدار عُمَارة [61] سمع من: الحسن بن إسحاق العطار.[62]
17. وبسوق العطش [63] أحمد بن حرب البغدادي.[64]
18. وبطاق الحرَّاني [65] من محمد بن حبيب الذارع البصري.[66]
19. سمع بسَامَرَّاء [67] من: أحمد بن الهيثم، ومحمد بن الخليل ابن إبراهيم المخزومي وسعدان بن يزيد.[68]
20. سمع بالمَوْصِل [69] من: علي بن حرب الطائي.[49]
21. سمع ببَلَد [70] من: أبي منصور الحسن البلدي.[71]
22. سمع بحران [72] من: أبي عمر إمام مسجد حران.[73]
23. سمع بالرُّها [74] من: عبد السلام بن أبي فروة الرهاوي.[49]
24. سمع بالرافقة [75] من: علي بن إسحاق العصفري المخضوب، وأبي الأزهر بكر بن محمد بن بكر الهروي.[76]
25. سمع بحلب من: أبي جعفر الخزاز.[77]
26. سمع بالمِصِّيصَة [78] من: يوسف بن سعيد بن مسلم، وهارون بن داود بن الفضل.[79]
27. سمع بطَرَسوس [80] من: أبي سليمان إمام مسجد طرسوس.[81]
28. سمع بأنطاكية [82] من: محمد بن إبراهيم الصوري الضرير، ومحمد ابن سليمان البصري.[83]
29. سمع بحمص من: أحمد بن علي بن سعيد البغدادي، وأحمد ابن الفرج بن سليمان أبي عتبة الحجازي، وعطية بن بقية بن الوليد.[49]
30. سمع بدمشق -وقد دخلها عدة مرات [84]- من: أبي زرعة عبد الرحمن بن عمرو الدمشقي، وأحمد بن إبراهيم بن هشام الملاس، ويزيد ابن محمد بن عبد الصمد وغيرهم.[34]
31. سمع بقَيْسَارِيَّة [85] من: عمرو بن عثمان بن العباس بن الوليد الهجيمي.[86]
32. سمع بالرَّمْلَة [87] من: جعفر بن محمد بن أبي الفضل القلانسي، ومحمد بن عبد الحكم القطري، وموهب بن يزيد الرملي.[49]
33. سمع ببيت المقدس من: أحمد بن مسعود الخياط، ومحمد ابن النعمان بن بشير.[88]
34. سمع بعَسْقَلان [89] من: أبي توبة مؤذن مسجد الجامع بها، ومن: آدم بن أبي إياس [90] ومحمد بن عبد الوهاب العسقلاني. وقد ذكر أبو عوانة أنه قدم عسقلان ثلاث مرات.[91]
35. سمع بأيلة [92] من: أبي سليمان داود بن سليمان بن أبي حجر.[93]
36. سمع بالمدينة النبوية من: محمد بن الحارث بن صالح المخزومي.[94]
37. سمع ببدر من: أبي محمد عبد الله بن محمد الأنصاري البلوي.[95]
38. سمع بمكة من: محمد بن علي بن زيد الصائغ، ومحمد ابن عبد الله بن يزيد المقرئ، ومحمد بن إسحاق بن شَبُويه السجستاني، ووحشي محمد بن محمد الصُّوري، ونصر بن زكريا البلخي، ومحمد بن حماد الطِّهْراني [96] وقد ذكر أبو عوانة أنه حجَّ خمس مرات.[97]
39. سمع بصنعاء اليمن من: محمد بن مهل الصنعاني، ومحمد ابن على الصنعاني، والمسلم بن بشير بن عروة العوجري في كنيسة أبرهة.[98]
40. سمع في مدينة الفسطاط بمسجدها [99] من أبي الحسين محمد بن الحسين الأزدي.[100]
41. سمع بمصر من: إسحاق بن إبراهيم بن يونس البغدادي، وأحمد بن عبد الله بن صدقة، ويونس بن عبد الأعلى الصدفي، ومحمد وسعيد ابني عبد الحكم وطاهر بن خالد بن نزار، وعلي بن شيبة.[101]

وفيها تلقى أبو عوانة علوم الشافعي وسمع كتبه من إسماعيل بن يحيى المزني والربيع بن سليمان المرادي ثم عاد إلى إسفرايين وأظهر بها مذهب الشافعي، وكان أول من أظهره هناك  وظل ينشر العلم إلى أن توفي بها رحمه الله تعالى.
وهكذا نجد أبا عوانة قد طاف أقطار الدولة الإسلامية وتعب في كتابة الحديث، ولم يأل جهدًا في ذلك وصار إلى القرى بله المدن، وكان إذ يلتقي بالعلماء يذاكرهم ويدارسهم بما سمعه من شيوخ تلك البقاع التي زارها، ومن ذلك لقاؤه بأبي حاتم محمد بن إدريس الرازي.
قال أبو عوانة: سألني أبو حاتم ما كتبت بالشام قدمتي الثالثة، فأخبرته بكتبتي مائة حديث لأحمد بن يحيى بن حمزة كلها عن أبيه، فساءه ذلك وقال: سمعت أنَّ أحمد يقول: لم أسمع من أبي شيئًا. فقلت: لا يقول "حدثني أبي" إنما يقول: "عن أبيه إجازة"  ومن ذلك أيضًا مناقشته للمزني وبيان أدلته في مسألة الإيمان والإسلام هل هما بمعنى واحد أم لا؟ 
ويبدو أن أبا عوانة قد شغله علم الحديث فأنفق حياته في تطلبه وكتابته، ومن ثَمَّ بَرَز فيه وأصبح إمامًا يرحل إليه، ويعتنى بسماع حديثه وجمعه، ولرب حديث يرويه أبو عوانة من نحو سبعين طريقًا عن عدد من الشيوخ متفرقين في الأمصار كما في حديث ابن عمر رضي الله عنه في الغسل يوم الجمعة.

## شيوخه
رحلات أبي عوانة مكنته من لقاء طائفة كبيرة من الأئمة والحفاظ والنقاد ولكثرتهم نجد ابن الصلاح يقول بعد تسميته لبعضهم: "خلقًا يُسئم تعدادهم".
وسمَّى الذهبي عدة منهم ثم قال: "وخلقًا كثيرًا، وينزل إلى أن يروي عن عبد الله بن أحمد (ت 290هـ)، وعبد الرحمن بن خراش (283هـ)، وعَبْدَان عبد الله بن أحمد بن موسى الأهوازي" (ت 306هـ).
وقد حظي أبو عوانة بلقاء طائفة من جهابذة الحديث وفرسانه أمثال:
1. محمد بن يحيى الذهلي (ت 258هـ).
2. محمد بن يحيى بن موسى الإسفراييني حَيويه (ت 259هـ).
3. الحسن بن محمد بن الصبَّاح الزعفراني صاحب الشافعي (ت 260هـ).
4. مسلم بن الحجاج النيسابوري القشيري (ت 261هـ).
5. إسماعيل بن يحيى المزني تلميذ الشافعي (ت 264هـ).
6. أبو زرعة عبيد الله بن عبد الكريم الرازي (ت 264هـ).
7. يونس بن عبد الأعلى الصدفي (ت 264 هـ).
8. السُّلمي أحمد بن يوسف الأزدي (ت 264هـ).
9. على بن حرب الطائي (ت 265هـ).
10. يونس بن حبيب بن عبد القاهر الأصبهاني (ت 267هـ).
11. محمد بن إسحاق الصاغاني (ت 270هـ).
12. محمد بن عثمان بن عبد الله بن وارة الرازي (ت 270هـ).
13. فَضْلَك: الفضل بن عباس الصائغ (ت 270هـ).
14. الربيع بن سليمان المرادي صاحب الشافعي (271هـ).
15. يوسف بن سعيد بن مسلَّم المصيصي (ت 271هـ).
16. سليمان بن سيف الطائي مولاهم أبو داود الحراني (ت 272هـ).
17. عباس بن محمد الدوري البغدادي (ت 271هـ).
18. أبو داود سليمان بن الأشعث السِّجِسْتاني (ت 275هـ).
19. أبو حاتم محمد بن إدريس الحنظلي الرازي (ت 277هـ).
20. يعقوب بن سفيان الفسوي (ت 277هـ).
21. ابن أبي خيثمة أحمد بن زهير النسائي البغدادي (ت 279هـ).
22. إبراهيم بن الحسين بن علي بن ديزيل (ت 281هـ).
23. إبراهيم بن إسحاق الحربي (ت 285هـ).
24. أحمد بن شعيب النسائي (ت 303هـ).

وأمثالهم من حفاظ عصره.
ولقي جماعة آخرين دون أولئك ممن يجمع حديثهم ويُحتج بهم أمثال:
1. أحمد بن عبيد الله بن أبي رجاء الثَّغْري الطَرَسُوسِي المصِّيصِي (توفي في حدود 250هـ).
2. أيوب بن إسحاق بن سافري (ت 260هـ).
3. علي بن الحسين بن إبراهيم بن إشكاب العامري (ت 261هـ).
4. على بن سهل الرملي (ت 261هـ).
5. محمد بن إسحاق بن شَبُويه المروزي (ت 262هـ).
6. إبراهيم بن أبي بكر بن أبي شيبة (ت 265هـ).
7. محمد بن عبد الملك الدقيقي الواسطي (ت 266هـ).
8. أحمد بن عبد الحميد الحارثي (ت 269هـ).
9. إبراهيم بن مرزوق الأموي البصري (ت 270هـ).
10. العباس بن الوليد بن مَزْيَد العُذْرِي (ت 270هـ).
11. على بن عثمان النفيلي (ت 272هـ).
12. أحمد بن عصام الأصبهاني (ت 272هـ).
13. محمد بن عبيد الله بن المنادي (ت 272هـ).
14. أبو أمية محمد بن إبراهيم بن مسلم الخزاعي الطرسوسي (ت 273هـ).
15. محمد بن إسماعيل بن سالم الصائغ الكبير البغدادي نريل مكة (ت 276هـ).
16. هلال بن العلاء بن هلال الباهلي الرقي (ت 280هـ).
17. إسحاق بن إبراهيم بن عبَّاد الدَّبَري الصنعاني (ت 285هـ).
18. عمر بن شَبَّة النُّمَيْري (ت 292هـ).

وأضراب هؤلاء ممن يحتج بهم.
وهذان الضربان هم جل من روى عنهم أبو عوانة في كتابه "مستخرج أبي عوانة".

## تلاميذه
حدَّث عن أبي عوانة جماعة منهم:
1. إبراهيم بن إسحاق بن يوسف الأنصاري الأنماطي (ت 303هـ).[107]
2. أبو الحسن محمد بن محمد بن يحيى بن عامر الفقيه الصَّفار الإسفراييني (ت 345هـ).[108]
3. أبو الوليد حسان بن محمد بن أحمد النيسابوري الفقيه (ت 349هـ).[109]
4. أبو علي الحسين بن علي بن يزيد النيسابوري الحافظ (ت 349هـ).[110]
5. يحيى بن منصور بن يحيى قاضي نيسابور (ت 351هـ).[111]
6. سليمان بن أحمد الطبراني (ت 360هـ).[112]
7. أبو أحمد عبد الله بن عدي بن عبد الله الجرجاني (ت 365هـ).[113]
8. أحمد بن علي الحنفي الرازي الحافظ (ت 370هـ).[114]
9. أبو بكر أحمد بن إبراهيم بن إسماعيل الجرجاني الإسماعيلي (ت 371هـ).[115]
10. الحسين بن علي التميمي النيسابوري حُسَيْنَك (ت 375هـ).[116]
11. أبو أحمد محمد بن أحمد بن حسين الغطريفي (ت 377هـ).[117]
12. وسمع منه ابنه أبو مصعب محمد، وابن ابنه شافع (ت 378هـ).

وجماعة آخرون خاتمتهم ابن ابن أخته أبو نعيم عبد الملك بن الحسن الإسفراييني، وقد أجاز له أبو عوانة ولجماعة معه بجميع كتبه ومسموعاته.

## مكانته العلمية وثناء العلماء عليه
أبو عوانة إمام أطبق العلماء على إمامته وجلالته، والثناء عليه فمن ذلك:
- قول الحاكم أبي عبد الله فيه: "من علماء أصحاب الحديث وأثباتهم، ومن الرحالة في أقطار الأرض لطلب الحديث".[118]
- وقال السمعاني: "من مشاهير المحدثين أبو عوانة يعقوب بن إسحاق ابن إبراهيم بن يزيد الإسفراييني الحافظ، أحد حفاظ الدنيا، ومن رحل في طلب الحديث وعني بجمعه وتعب في كتابته.. وكان زاهدًا عفيفًا متعبدًا متقللًا".[43]
- وقال ياقوت الحموي: "أحد الحفاظ الجوالين … وكان من أهل الاجتهاد والطلب والحفظ".[119]
- وقال ابن خَلِّكَان: "كان أبو عوانة أحد الحفاظ الجوالين المكثرين".[120]
- وأثنى عليه الذهبي في كتبه، فقال في التذكرة: "الحافظ الثقة الكبير".[1]
- وقال في العبر: "وكان مع حفظه فقيهًا شافعيًا إمامًا".[121]
- وقال في السير: "الإمام الحافظ الكبير الجوَّال … أكثر الترحال، وبرع في هذا الشأن، وبذَّ الأقران".[122]
- وذكره فيمن يعتمد قوله في الجرح والتعديل.[2]
- وقال اليافعي: "كان مع حفظه فقيهًا شافعيًّا".[123]
- وقال السبكي: "الحافظ الكبير الجليل".[124]
- وقال ابن كثير: "كان من الحفاظ المكثرين والأئمة المشهورين".[125]
- وقال ابن تغري بردي: "الحافظ المحدث، كان إمامًا، طاف البلاد … وكان زاهدًا عابدًا رضي الله عنه".[126]
- وقال ابن العماد: "ثقة جليل.. وكان مع حفظه فقيهًا شافعيًّا إمامًا".[127]

## عقيدته
- التوحيد والإيمان بالله تعالى:

- توحيد الربوبية: الإقرار بأن الله هو الخالق الرازق المدبر لكل شيء.
- توحيد الألوهية: إخلاص العبادة لله وحده، والاستعانة به، والتوكل عليه.
- توحيد الأسماء والصفات: إثبات صفات الله دون تشبيه أو تعطيل، كاستوائه على العرش استواءً يليق بجلاله.
- الالتزام بالقرآن والسنة:

- وجوب اتباع الرسول صلى الله عليه وسلم: التأكيد على أن فرض الله على المسلمين اتباع أمر الرسول وتسليم حكمه.
- الأصلان الأساسيان: الكتاب والسنة هما المصدران الوحيدان الملزمان، وما سواهما تابع لهما.
- رد النزاعات إلى الشرع: تحكيم النصوص الشرعية في الخلافات، وعدم اتباع الهوى أو الرأي.
- القرآن كلام الله غير مخلوق: مواجهة المُعتزلة في قولهم بخلق القرآن، كما في قصة أبي خليفة الذي أعلن توبته من هذه العقيدة بعد مواجهة أبي عوانة.
- المنهج السلفي: التأكيد على منهج السلف في تجنب الخوض في الجدل الكلامي، والاكتفاء بالنصوص الشرعية، كما في موقف الشافعي الذي كان ينهى عن الكلام في القرآن.
- قصص تدل على نقاء الاعتقاد:

- مواقف عملية: مثل دخول أبي عوانة على أبي خليفة في البصرة وإلزامه بالرجوع عن قول "القرآن مخلوق"، وقصة مرض أبي إبراهيم المزني الذي أكد فيها أن القرآن كلام الله غير مخلوق.
- التأثير العلمي: بيان أثر العلماء في تصحيح العقائد ونشر السنة، كما في تقبيل أبي علي النيسابوري لرأس أبي عوانة تقديرًا لموقفه.
- رفض البدع والالتزام بالسنة:

- تحذير من الابتداع: التشديد على اتباع منهج النبي صلى الله عليه وسلم دون ابتداع في الدين.
- التمسك بالسلف: اعتماد منهج السلف في فهم النصوص وعدم الخروج عنها.
- أهمية التوبة والصدق في الاعتقاد:

- التوبة من الضلال: كما في قصة أبي خليفة الذي تاب من القول بخلق القرآن.
- الصدق في الشهادة: كشهادة أبي عوانة بأن لا إله إلا الله وأن محمدًا عبده ورسوله، مع الخوف من وعيد الله.

#### الخلاصة
يُبرز كتاب "مستخرج أبي عوانة" منهج أبي عوانة الإسفراييني في الدفاع عن عقيدة أهل السنة والجماعة، من خلال:
- التركيز على التوحيد بجميع أنواعه.
- التمسك بالقرآن والسنة كمصدرين وحيدين للتشريع.
- مواجهة البدع والانحرافات العقدية (كالقول بخلق القرآن).
- الاعتماد على القصص العملية لتأكيد صحة المنهج السلفي.

## فقه أبي عوانة
لم تقف شخصية أبي عوانة عند معرفة الحديث وحفظه وروايته، بل اتسعت دائرته العلمية إلى ما هو أكثر من ذلك، فقد كان مع حفظه رحمه الله فقيهاً مجتهداً، ولا شك أن هذا يعد من الخصال العزيزة التي قل أن تجتمع في عالم واحد، أعني الجمع بين الفقه والحديث على وجه التوسع، حتى قال الإمام الشافعي رحمه الله لأحد تلامذته: "تريد أن تحفظ الحديث وتكون فقيها؟ هيهات، ما أبعدك من ذلك".
قال البيهقي رحمه الله معلِّقًا على قولِ الشافعي: إنما أراد به حفظه على رسم أهل الحديث، من حفظ الأبواب والمذاكرة بها وذلك علم كثير، إذا اشتغل به فربما لم يتفرغ إلى الفقه.. ".
لكن الله تبارك وتعالى قد منّ بهذا على خلق من عباده، كان منهم الحافظ أبو عوانة رحمه الله.
وقد مرَّ الإمام أبو عوانة رحمه الله بمراحل في تعلم الفقه والإمامة فيه.
فأما المرحلة الأولى: فهي التفقه بفقه الشافعي وأخذه عن كبار أصحاب الشافعي، فسمع كتب الشافعي من إسماعيل بن يحيى المزني  صاحب المختصر، والربيع بن سليمان المرادي  وكانا من كبار تلاميذ الشافعي والآخذين عنه.
ولما عاد أبو عوانة إلى إسفرايين؛ أظهر هناك فقه الشافعي ونشره بين الناس، وعده المؤرخون أول من أدخل فقه الشافعي إلى تلك الناحية، كما نص على ذلك الذهبي  والسبكي  والسخاوي  وغيرهم.
ومن خلال النظر إلى هذه المرحلة وكونها أخذت حقبة من الزمن من حياة الإمام أبي عوانة رحمه الله، نجد عناية أئمة الشافعية بشخصيته واعتباره من فقهائهم وأئمة المذهب عندهم، فقد نص غير واحد من الأئمة على انتسابه إلى المذهب الشافعي:
- قال الذهبي: "وكان مع حفظه فقيها شافعيًّا إمامًا".[139]
- كذا قال اليافعي [140] وابن العماد [141] وغيرهم.
- وترجم له في كتب طبقات الشافعية [142] والحافظ ابن حجر يذكره ضمن فقهاء الشافعية.[143]

وأما المرحلة الثانية: فهي بلوغ أبي عوانة رحمه الله درجة الإمامة وحسن النظر في الأدلة، التي من خلالها استطاع أن يستنبط الأحكام من الأحاديث، ومما يدل على ذلك صنيعه في تراجم أبواب كتابه المستخرج، التي أبانت عن فقه وحسن نظر في الأحاديث ودلالاتها، ولذلك تعددت اختياراته رحمه الله، فتارة يوافق الجمهور، وتارة يخالفهم، وتارة يوافق الإمام الشافعي ويتأثر بمذهبه، وتارة يخالفه.
وهذا كله بحسب الاجتهاد في كل مسألة بالنظر للأدلة والنصوص.

## أبو عوانة والنقد
لم يكن رحمه الله راويًا ومحدثًا يروى الحديث فقط، بل كان ناقدًا بصيرا في الرجال، وعلل الحديث، ولا يتمكن في هذا الفن إلا الحفاظ المهرة الحافظون لطرق الحديث والعارفون لأحوال الرجال، الجامعون لأحاديث الأئمة. قال شيخه الإمام الحافظ الناقد عثمان بن سعيد الدارمي، في المقومات التي تؤهل المحدث في نظره: من لم يجمع حديث شعبة، وسفيان، ومالك، وحماد بن زيد، وابن عيينة، فهو مفلس في الحديث.
قال الإمام الذهبي: يريد أنه ما بلغ درجة الحفاظ، وبلا ريب أن من جمع علم هؤلاء الخمسة، وأحاط بسائر حديثهم، وكتبه عاليا ونازلًا، وفهم علله، فقد أحاط بشطر السنة النبوية، بل أكثر من ذلك ... فلو أراد أحد أن يتتبع حديث الثوري وحده ويكتبه بأسانيد نفسه على طولها ويبين صحيحه من سقيمه لكان يجيئ (مسنده) في عشرة مجلدات ... اهـ. مختصرا.
والإمام أبو عوانة قد عمل بمقولة شيخه وطبقها فأفنى حياته في جمع حديث هؤلاء وترك وطنه ورحل، حتى شهد له غير واحد من الأئمة الأعلام بذلك وقد صرح بذلك في وصيته.
وقد حكم على الحديث وبين العلل بإشارات لطيفة، وتكلم في الرجال ونقدهم مما يدل على إحاطته وتمكنه في هذا العلم، إذ لا يمكن أن تصدر مثل هذه الأحكام إلا من خبير متثبت، عالم.

## مؤلفاته
لا تكاد المصادر تذكر مؤلَّفًا لأبي عوانة غير كتابه المستخرج هذا، وبه اشتهر أبو عوانة وعُرِف، ولعلَّ عبارة عبد الغافر الفارسي يُفهم منها أنَّ لأبي عوانة مؤلفاتٍ أخرى حيث قال في ترجمة عبد الملك بن الحسن الأزهري -ابن ابن أخت أبي عوانة-: "وقد أجاز له أبو عوانة ولجماعة معه بجميع كتبه ومسموعاته".
و"كتبه"، تشتمل ممتلكاته من الكتب؛ وربما شملت مؤلفاته؛ إن كانت له مؤلفات غير "المستخرج"، أما "مسموعاته" فهي المرويات، وهي كتبٌ لغيره يرويها هو بالسماع، على أنَّ الإمام الذهبي رحمه الله نقل عن أبي عوانة نصَّ إجازة لجماعة، وهي مُشعِرة بأن "كتبه" مفسَّرة بِـ "مسموعاته" التي يرويها، فعطف المسموعات على الكتب من عطف التفسير، والله أعلم.
قال الذهبي رحمه الله: "قد أجاز أبو عوانة أبا نعيمٍ جميع كتبه في وصيته له ولجماعة، فقال: قد أجزت لهم جميع كتبي التي سمعتها من جميع المشايخ منها كتب عبد الرزاق، كتب ابن أبي الدنيا، وأحاديث سفيان، وشعبة، ومالك، والأوزاعي، والتفاسير والقراءات ليرووها عني على سبيل الإجازة .... ".
وقد عزا الكتاني إلى أبي عوانة كتابًا آخر ضمن كتب الشمائل النبوية، والسير المصطفوية، والمغازي، وهو كتاب "دلائل الإعجاز"، وتفرد بذلك، فإن صحَّت نسبته فلعله في عداد المفقود، والله أعلم.
وأما مرويَّاته:
فإضافة إلى ما سبق ذكره -من روايته لكتب أئمة الحديث كشعبة، وسفيان، ومالك- فله مرويات لكتبٍ مشهورة منها:
1. روايته لأحاديث مختصر المزني: قال ابن الصلاح: "وقد سمعت بنيسابور أحاديث مختصر المزني، رواية أبي عوانة عنه، بإسنادها إليه".[150]
2. روايته للعلل ومعرفة الرجال عن المرُّوذي، والميموني، وصالح بن أحمد بن حنبل عن الإمام أحمد بن حنبل.[151]

## وفاته
وبعد هذه الحياة العامرة بطلب حديث رسول الله صلى الله عليه وسلم ونشره وروايته أدركت أبا عوانة منيتُه فتوفي في سَلْخِ ذي الحجة سنة ست عشرة وثلاثمائة للهجرة النبوية، في بلدته إسفرايين.
وقال عبد الغافر بن إسماعيل: توفي سنة ثلاث عشرة وثلاثمائة.
ومن قال أنه توفي (سنة ست عشرة وثلاثمائة للهجرة) هو القولٌ المرجوحٌ وذلك لثلاثةِ أمور:
الأمر الأول: ذكر الإمام الذهبي أنَّ أبا عوانة أجاز أبا نعيم جميعَ كتبه في وصيةٍ له ولجماعةٍ في شهر رمضان سنة خمس عشرة وثلاثمائة للهجرة.
الأمر الثاني: أسند الإمام الذهبي إلى عبد الملك بن الحسن أنه قال: أخبرنا يعقوب بن إسحاق الحافظ سنة 316 للهِجرة ....
الأمر الثالث: نص كثير من العلماء على أن وفاته كانت سنة 316 هـ، منهم: ابنه محمد  وابن أخته الحسن بن محمد الإسفراييني  والسمعاني  وابن الصلاح  وابن خلِّكان  والذهبي  وابن كثير  والسخاوي  والسيوطي.
وصرّح بترجيح هذا القول الإسنويُّ  والسُّبكيُّ.
أنها ما جاء في كتاب مختصر تاريخ دمشق لابن منظور: "وقال حمزة بن يوسف توفي بجرجان سنة ثنتين وتسعين ومائتين"  فهو تصحيف، والصواب: "روى بجرجان سنة ثنتين وتسعين ومائتين"  والله تعالى أعلم.
ودُفِن -رحمةُ الله عليه- بإسفرايينَ على يسارِ الدَّاخلِ من باب مدينة نيسابور.